# Monumento natural Salar de Surire
El Monumento Natural Salar de Surire es una área silvestre protegida de Chile, creada en 1983. Se ubica en la comuna de Putre, en la región de Arica y Parinacota, y abarca 11 298 hectáreas en los Andes, a 4200 m s. n. m. Su paisaje está dominado por el Salar de Surire, lagunas salinas y el cerro Oquecollo.  
El área alberga una gran diversidad de flora y fauna andina, destacando las poblaciones flamenco andino (Phoenicoparrus andinus), parina chica (Phoenicoparrus jamesi), y flamenco chileno (Phoenicoparrus chilensis), que coexisten en uno de los pocos ecosistemas del mundo donde coinciden estas tres especies.
El Salar forma parte de la Reserva de la Biosfera Lauca, designada por la UNESCO, y está reconocido como Humedal de Importancia Internacional bajo la Convención Ramsar.

## Historia
Surire originalmente perteneció al Parque Nacional Lauca. En el año 1983 el Parque se redelimitó y el salar empezó a formar parte del  Monumento Natural de Surire, área protegida que se encuentra en la comuna de Putre, Región de Arica y Parinacota, a una altitud de 4.245 m s. n. m. En el año 1989 por mandato presidencial, se desafectaron 4.560 hectáreas para uso minero. Su nombre proviene de «suri» o ñandú, animal que en tiempos antiguos poblaban en abundancia esa zona. El Salar se encuentra  rodeado por cerros como el Arintica, Puquintica,  Chiguana. Capitán, Choquenanta.
La parte oriental del salar, de 11.298 hectáreas, quedó bajo condiciones de protección, educación e investigación. 
Se accede a éste por caminos interiores desde la Ruta 11-CH.

## Fauna representativa
Su fauna tiene principalmente tres especies de parinas o flamencos que tienen sus sitios de nidificación en el salar y utilizan el humedal aledaño a éste junto a otras aves migratorias, (Humedal protegido por la Convención RAMSAR  desde el 2 de diciembre de 1996), además de  camélidos silvestres como las vicuñas y domésticos como llamas y alpacas, también suris o ñandúes (Pterocnemia pennata), quirquinchos, kiulas o perdices de la puna (Tinamotis pentlandii) y en las lagunas, aves como el caití (Recurvirostra andina), pato juarjual, tawa, gaviota andina entre otros.
Se puede observar la fauna en el amanecer y atardecer, los sitios de nidificación de las parinas tienen prohibida la entrada, aunque hay reclamos de la comunidad de Surire en general por las faenas mineras de la empresa de extracción de Bórax que allí existe. 

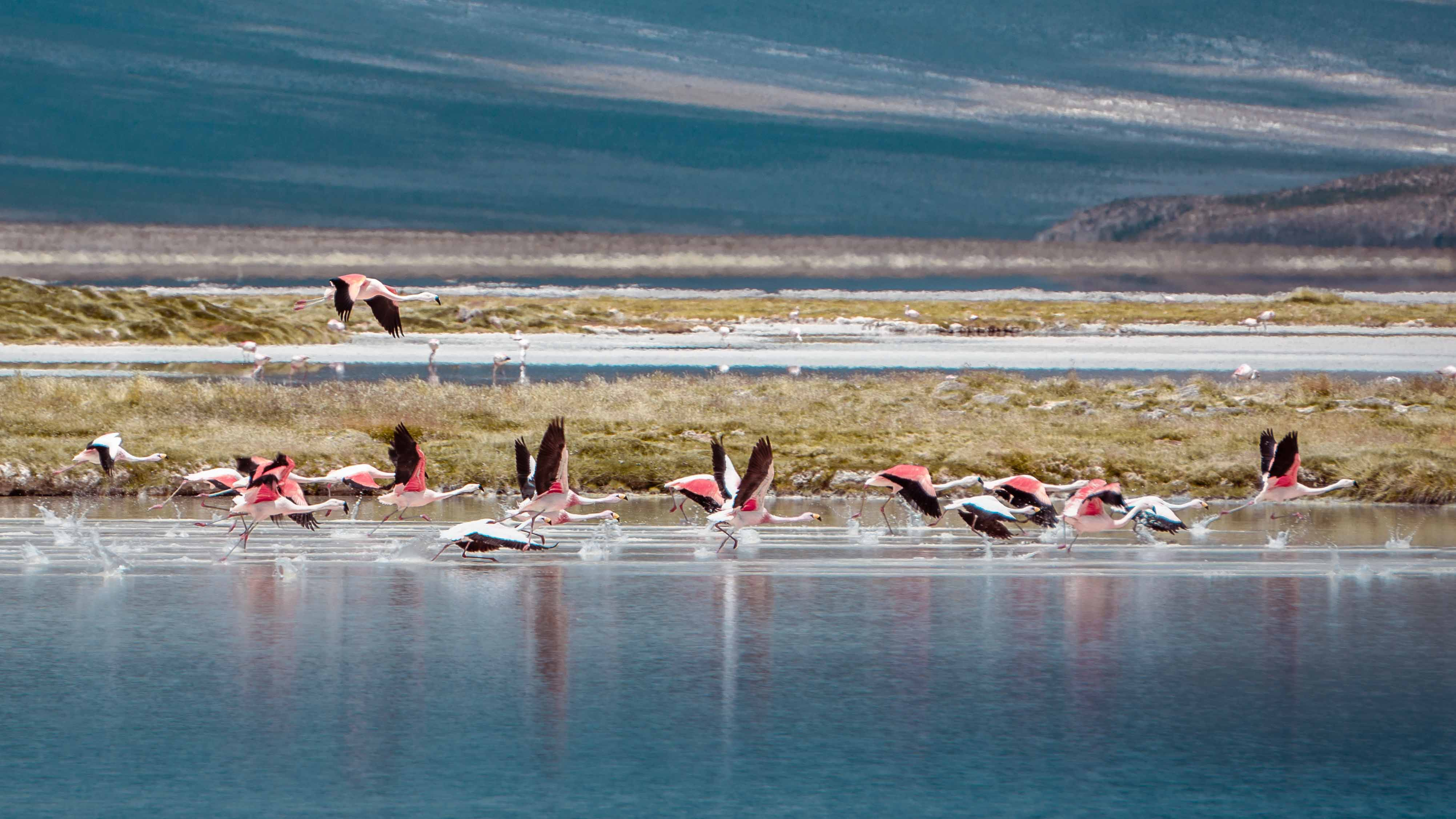
Flamencos en vuelo en el Monumento Natural Salar de Surire.

En esta zona se pueden observar distintos tipos de flamencos como el flamenco chileno, flamenco andino o parihuana y el flamenco de James; auquénidos, suri o ñandú (Pterocnemia pennata), kiula o perdiz de la puna (Tinamotis pentlandii) y caití (Recurvirostra andina).

## Flora representativa
La flora más frecuente es la tola Fabiana densa, que se encuentra en la precordillera sobre los 3.000 m s. n. m. y en el altiplano andino entre los 3.300 y 4.500 m s. n. m.; la paja brava sobre los 4.000 m s. n. m.; y el bofedal, también sobre 4.000 m s. n. m.

## Clima
El clima del salar se caracteriza por su gran oscilación térmica, con temperaturas que oscilan entre los  -15 °C en las noches de invierno y 5 °C durante el día. La precipitación promedio anual es de 250 mm, mientras que las temperaturas medias anuales varían entre 5 °C y -5 °C.

## Visitantes
Este monumento natural recibe una pequeña cantidad de visitantes chilenos y mayormente extranjeros anualmente.
| Año         | 2010  | 2011  | 2012 | 2013 | 2014 | 2015  | 2016 | 2017 | 2018 | 2019 | 2020 | 2021 | 2022 | 2023 | 2024 |
| ----------- | ----- | ----- | ---- | ---- | ---- | ----- | ---- | ---- | ---- | ---- | ---- | ---- | ---- | ---- | ---- |
| Chilenos    | 190   | 232   | 186  | 249  | 239  | 311   | 276  | 242  | 176  | 215  | 6    | 299  | 189  | 254  | 195  |
| Extranjeros | 1.067 | 901   | 521  | 515  | 619  | 891   | 600  | 557  | 364  | 663  | 10   | 25   | 173  | 423  | 464  |
| Total       | 1.257 | 1.133 | 707  | 764  | 858  | 1.202 | 873  | 799  | 540  | 878  | 16   | 324  | 362  | 677  | 659  |

## Protección del subsuelo
El Monumento Natural Salar de Surire cuenta con una protección de su subsuelo como lugar de interés científico para efectos mineros, según lo establece el artículo 17 del Código de Minería. Estas labores solo pueden ser ejecutadas mediante un permiso escrito por el presidente de la República y firmado además por el ministro de Minería.
La condición de lugar de interés científico para efectos mineros fue establecida mediante Decreto Supremo N°29 del 8 de marzo de 1983 y publicado el 12 de mayo de 1983.
que fija el polígono de protección.